# Catedral de Cefalù
La catedral de Cefalù, envoltada de palmeres, és de pedra daurada i es fon amb el penya-segat de la Roca. És un dels monuments més impressionants que es conserven de l'era normanda. Està inscrita a la llista del Patrimoni de la Humanitat de la UNESCO des del 2015.

## Història
El seu promotor va ser el rei normand Roger II de Sicília, que havia promès construir-la si se salvava d'un naufragi durant el seu retorn a Nàpols. Els treballs van durar més d'un segle (1131-1240). La façana, acabada el 1204, és una obra mestra del romànic. Està composta per un cos central de dues altures on els arcs entrecreuats estan coronats per una falsa loggia i adornats amb arcs de mig punt. A banda i banda, s'alcen dues torres quadrades de teulades apuntades i revestides de ceràmica majòlica. L'interior és de planta de creu llatina. Les tres naus estan separades per columnes rematades amb capitells d'estil siculonormand. A l'interior, hi ha els magnífics mosaics de fons daurat i colors vius i variats. A l'absis, s'hi observa un immens Crist pantocràtor. Més enllà, la representació de la Verge orant, envoltada per quatre arcàngels i sobre els dotze apòstols, és típica de l'art romà d'Orient. També són interessants l'antic tron episcopal i el tron reial de marbre i mosaic.